# Ireneo di Lione
Ireneo (in greco antico: Εἰρηναῖος?, Eirēnáios, «pacifico»; in latino Irenaeus; Smirne, 122 – Lione, 202) è stato un vescovo e teologo greco antico, Dottore della Chiesa.

## Biografia

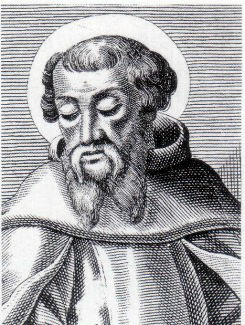
Sant'Ireneo in una incisione

Nato a Smirne in Asia Minore, cresciuto in una famiglia già cristiana, ricevette alla scuola di Policarpo, vescovo di Smirne (tradizionalmente ritenuto discepolo dell'apostolo Giovanni), di Papia, di Melitone di Sardi e di altri, una buona formazione religiosa, filosofica e teologica. Fu vescovo della città di Lugdunum (antico nome di Lione) dal 177, in seguito alla morte, per martirio sotto Marco Aurelio, del primo vescovo della città san Potino, insieme ad altri 47 martiri. Fu anche inviato a Roma presso papa Eleuterio per dirimere questioni di ordine dottrinale. Alcuni ritennero che uno dei suoi discepoli più noti sia stato Ippolito di Roma.
Secondo la tradizione della Chiesa fu martire a sua volta, anche se scarse sono le notizie storiche sulla sua vita e morte. Venne sepolto nella chiesa di San Giovanni a Lione, che più tardi venne chiamata di Sant'Ireneo. La sua tomba e i suoi resti vennero profanati e distrutti nel 1562 dagli ugonotti durante le guerre di religione francesi.

## Opere
Il suo pensiero e le sue opere furono direttamente influenzati da Policarpo di Smirne, che fu a suo tempo discepolo diretto di san Giovanni Evangelista. Essi sono una testimonianza della tradizione apostolica, a quei tempi impegnata contro il proliferare di varie eresie, in particolare lo gnosticismo, di cui Ireneo fu un forte oppositore. Delle sue opere, soltanto due ci sono pervenute per intero:
- Adversus Haereses ("Contro le eresie"): in cinque libri, in cui Ireneo si propone di confutare le principali espressioni dello gnosticismo. L'interesse del vescovo di Lione era quello di confutare l'esistenza di due Cristi, uno di natura divina e l'altro di natura umana, originati da due diversi eoni, idea molto cara alla gnosi: di conseguenza, Ireneo insiste sull'unicità ed unità della figura del Cristo. Il testo integrale è sopravvissuto solo in una traduzione latina probabilmente del IV secolo; dell'originale greco restano soltanto frammenti, seppure abbastanza numerosi. I libri IV-V si sono conservati anche in una traduzione armena del VI secolo. Il titolo Adversus haereses è convenzionale e riassume il titolo completo "Smascheramento e confutazione della falsa gnosi".
- Demonstratio apostolicae praedicationis ("Dimostrazione della predicazione apostolica"), sintetica e precisa esposizione della dottrina ortodossa del cristianesimo, sopravvissuta soltanto in una traduzione armena del VI secolo.

## Pensiero
Ireneo fu il primo teologo cristiano a tentare di elaborare una sintesi globale del cristianesimo, all'interno di un periodo storico marcato da due eventi culturali di grande spessore:
- la presenza dello gnosticismo in ambito cristiano, interpretazione del cristianesimo originaria del primo secolo in possesso di un buon impianto dottrinale;
- il diffondersi nel mondo pagano del neoplatonismo, filosofia di vasto respiro, che presentava molte affinità con il cristianesimo.

Ireneo con la sua opera combatté lo gnosticismo, mentre nei confronti del neoplatonismo si aprì a un dialogo e fu disposto ad accogliere alcuni principi generali di questa filosofia.
Fu il primo teologo cristiano ad utilizzare il principio della successione apostolica, per confutare i suoi oppositori.
Proprio nell'Adversus haereses Ireneo scrive:
(Adversus haereses, III, 3,1: PG 7,848)
Ireneo indica pertanto la rete della successione apostolica come garanzia del perseverare nella parola del Signore e si concentra poi su quella Chiesa “somma ed antichissima ed a tutti nota” che è stata “fondata e costituita in Roma dai gloriosissimi Apostoli Pietro e Paolo”, dando rilievo alla Tradizione della fede, che in essa giunge fino ad oggi dagli Apostoli mediante le successioni dei vescovi. Ed è proprio la Tradizione apostolica il punto imprescindibile per Ireneo: sono i vescovi, in comunione con il vescovo di Roma, eredi, continuatori e custodi della Tradizione che è "pubblica", "unica", "pneumatica", cioè guidata dallo Spirito Santo. L'unità della storia della salvezza aiuta a comprendere anche l'unità dell'uomo: «Infatti la gloria di Dio è l'uomo vivente e la vita dell'uomo è la manifestazione di Dio» (Contro le eresie, IV, 20,7). In tal modo, per Ireneo e per la Chiesa universale, la successione episcopale della Chiesa di Roma diviene il segno, il criterio e la garanzia della trasmissione ininterrotta della fede apostolica:
(Adversus haereses, III, 3, 2: PG 7,848)
La successione apostolica - verificata sulla base della comunione con quella della Chiesa di Roma - è dunque il criterio della permanenza delle singole Chiese nella Tradizione della comune fede apostolica, che attraverso questo canale è potuta giungere fino a noi dalle origini:
(ib., III, 3, 3: PG 7,851)

## Ireneo e i Codici di Nag Hammadi
Ireneo fornisce la prova storica dell'effettiva antichità di alcuni vangeli apocrifi, in particolare del Vangelo di Tommaso. Infatti fino al 1945, anno della scoperta dei codici di Nag Hammadi, l'unico riferimento all'esistenza di questo e di altri testi apocrifi erano le citazioni di Ireneo nelle sue polemiche contro i valentiniani.

## Culto
La Chiesa cattolica e la Chiesa ortodossa lo venerano come santo e lo considerano uno dei padri della Chiesa.
Il Martirologio Romano lo ricorda al 28 giugno o al 3 luglio. Il 21 gennaio 2022 papa Francesco lo ha proclamato dottore della Chiesa con il titolo di doctor unitatis.
A Sant'Ireneo è dedicata una chiesa parrocchiale a Roma.